# Вульф Павла Леонтіївна
Павла Леонтіївна Вульф (рос. Павла Леонтьевна Вульф; 19 липня 1878, Порхов, Порховський повіт, Псковська губернія — 8 червня 1961, Москва) — російська актриса, заслужена артистка Республіки (1927).

## Біографія
Народилася в дворянській зросійщеній німецькій (хоча за іншими даними, французькій чи єврейській) родині Вульфів.
Початкову освіту отримала вдома, де з Павлой займалися викладачі Московського університету. Потім поступила в інститут Благородних дівиць в Петербурзі, де провчилася кілька років, а потім вирішила, що стане відомою актрисою.
Вирішила стати актрисою після того, як побачила на сцені В. Ф. Коміссаржевську. За порадою Коміссаржевської, до якої звернулася з листом, пішла у драматичну школу Поллак. Через рік перейшла на драматичні курси в імператорському балетному училищі при Олександрійському театрі.
Дебютувала на сцені студенткою в ролі Лаури у п'єсі Г. Зудермана «Бій метеликів».
По завершенні навчання за порадою свого педагога В. М. Даніліна намагалася потупити в Московський Художній театр, але не була прийнята. З 1901 року працювала в Нижегородському театрі в антрепризі Незлобіна.
У 1902—1904 роках — актриса Ризького міського театру.
Після революції жила в Ростові-на-Дону. Там познайомилася з Фаїною Раневською. Стала її другом і вчителем.
Померла Павла Леонтіївна в Москві 8 червня 1961 року. Похована на Донському кладовищі.

## Родина
- Батько — Леонтій Петрович Вульф.
- Мати — Ганна Трифонівна.
  - Дочка — Ірина Сергіївна Вульф.
    - Онук — Олексій Валентинович Щеглов.

## Визнання і нагороди
- «Заслужена артистка Республіки» (1927)

## Ролі
- «Дворянське гніздо» І. Тургенєва — Ліза
- «Чайка» А. П. Чехова — Ніна Зарічна
- «Вишневий сад» А. П. Чехова — Аня
- «Іванов» А. П. Чехова — Саша
- «Цар Феодор Іоаннович» — Ірина
- «Лихо з розуму» О. С. Грибоєдова — Софія